# Coonamble
Coonamble est une ville australienne située dans la zone d'administration locale du même nom, dont elle est le chef-lieu, en Nouvelle-Galles du Sud.
Établie dans la région d'Orana, elle est située à 575 km au nord-ouest de Sydney et 164 km au nord de Dubbo sur la Castlereagh Highway.
Son économie repose sur l'élevage des moutons et la culture des céréales.
La population s'élevait à 2 750 habitants en 2016.